# Brotherhood of Blessed Gérard
Die Brotherhood of Blessed Gérard ist die durch Spenden finanzierte südafrikanische Hilfsorganisation des Souveränen Malteserordens und in Mandeni in der Provinz KwaZulu-Natal ansässig. Die Organisation wurde vom deutschen Missionsbenediktiner Pater Gerhard Lagleder OSB, der auch Präsident der Organisation ist, zusammen mit Südafrikanern im Jahre 1992 gegründet. Eine der Mitbegründerinnen und engste Mitarbeiterin sowie hauptamtliche Managerin der Brotherhood war die Südafrikanerin Clare Kalkwarf, die am 6. April 2006 in ihrem Privathaus im Rahmen eines Raubmordes erschossen wurde. Die Brotherhood of Blessed Gérard engagiert sich mit einem großen Hospiz, einem Kinderheim, einem Kindergarten, einem antiretroviralen Therapieprogramm (HAART) und weiteren Projekten in einer Region mit einer sehr hohen HIV/AIDS-Rate. Das Projekt wurde von Burgl Helbich-Poschacher vom österreichischen AIDS-Dienst-Malteser gefördert und unterstützt.
Die Organisation ist nach dem Seligen Gérard Tongue, der 1099 den Malteserorden gründete, benannt. 